# 岩手県立黒沢尻高等学校
岩手県立黒沢尻高等学校（いわてけんりつくろさわじりこうとうがっこう）は岩手県立黒沢尻第一高等学校と岩手県立黒沢尻第二高等学校が、1949年度から1953年度にかけて統合されていた期間の校名。
1954年度に岩手県立黒沢尻北高等学校と岩手県立黒沢尻南高等学校に分かれた。